# Бернардинский монастырь в Житомире

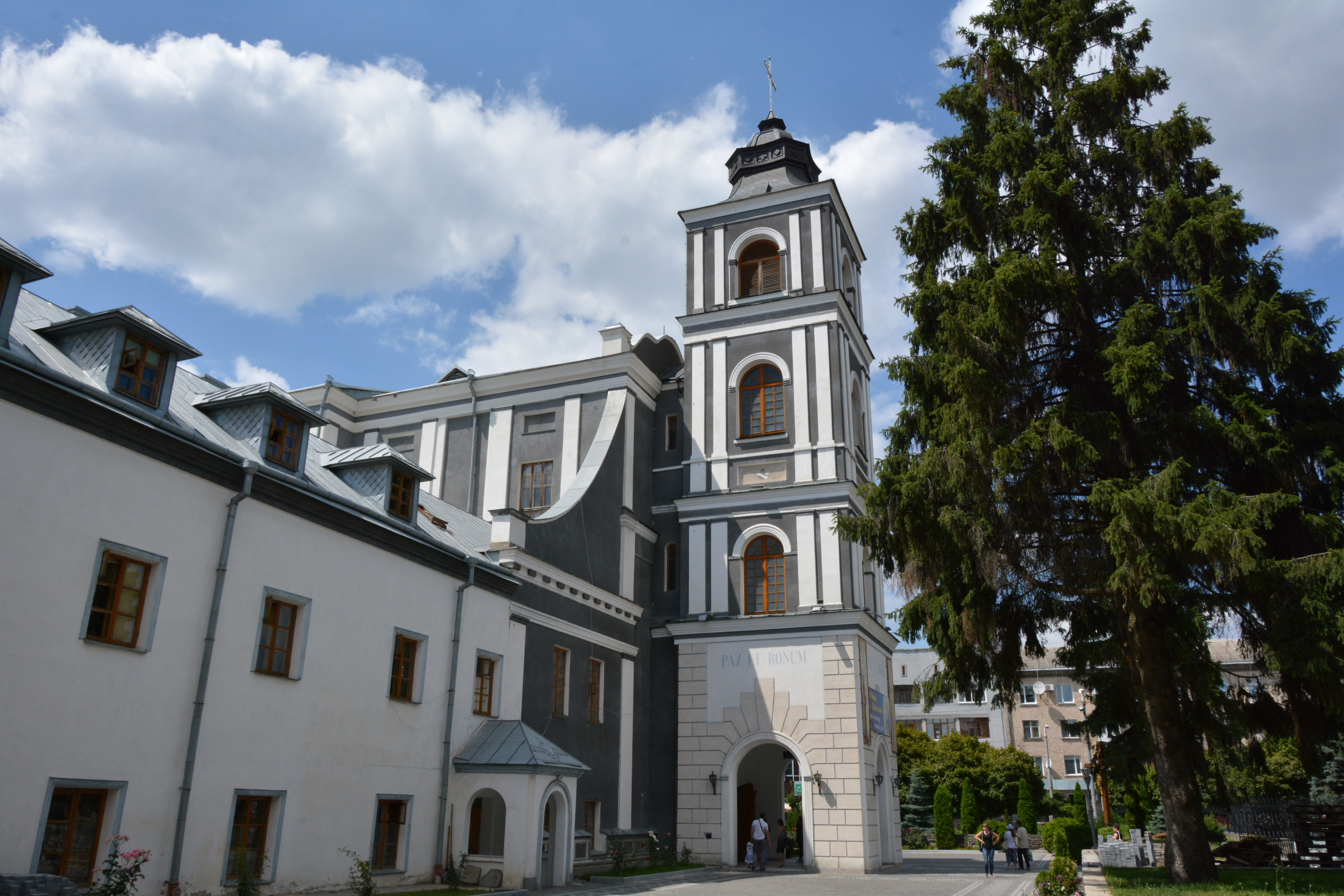
Бернардинский монастырь в Житомире

Бернардинский монастырь в Житомире (известный также, как Семинарский костёл Святого Яна из Дукли (пол. Kościół św. Jana z Dukli w Żytomierzu, укр. Семінарійський костел Святого Йоана з Дуклі) — памятник архитектуры национального значения. Один из главных архитектурных памятников Житомира. Расположен возле центральной площади города Житомира на улице Киевской, 4.
Здание в стиле неоклассицизма было построено в 1838—1842 годах, как костёл Луцко-Житомирской духовной семинарии вместо сгоревшего деревянного храма монастыря францисканцев, основанного в 1763 году Яном Каэтаном Илинским, старостой Житомира.
До 1917 года в монастырском корпусе размещалась духовная семинария, в течение XX века помещение храма использовалось как кинотеатр, библиотека, дом народного творчества и др. Кельи монастыря в советское время и до 2006 года использовали под областной военкомат. В наши дни костёл отреставрировали, пристроив новую башню со стороны улицы Театральной и вернули верующим. В 1992 году костёл Святого Яна из Дукли был возвращен францисканцам (ранее известные как бернардинцы) и освящён в 1997 году. Монастырь ныне действующий.
В 2013 году был торжественно отмечен 250-летний юбилей монастыря. На стене костёла была открыта памятная доска католическому святому Зигмунту Щесному Фелинскому, которого 11 октября 2009 года канонизировал в Ватикане папа Бенедикт XVI. Будущий святой с 1851 г. учился в Духовной семинарии в Житомире, где теперь расположен Семинарский костёл.

Галерея
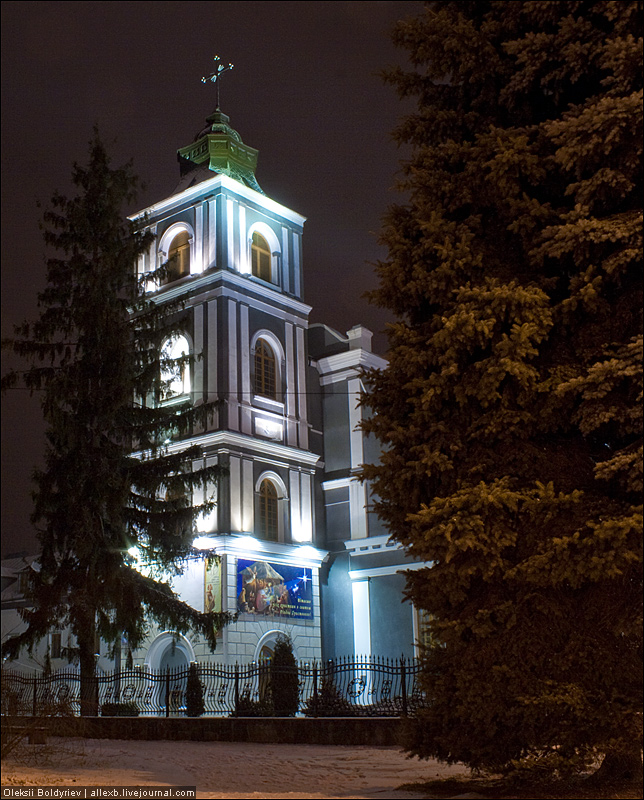
Костёл ночью
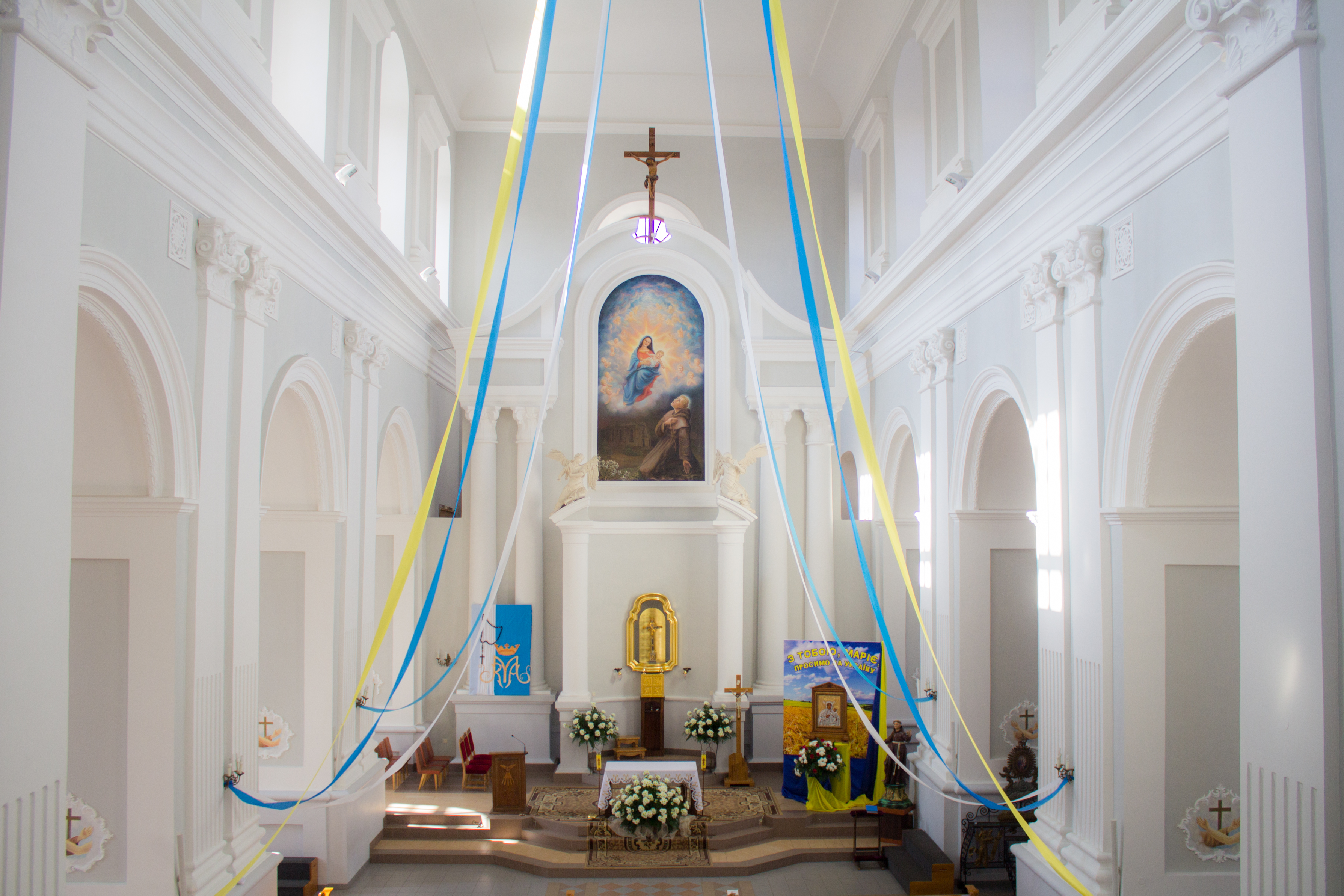
Главный алтарь
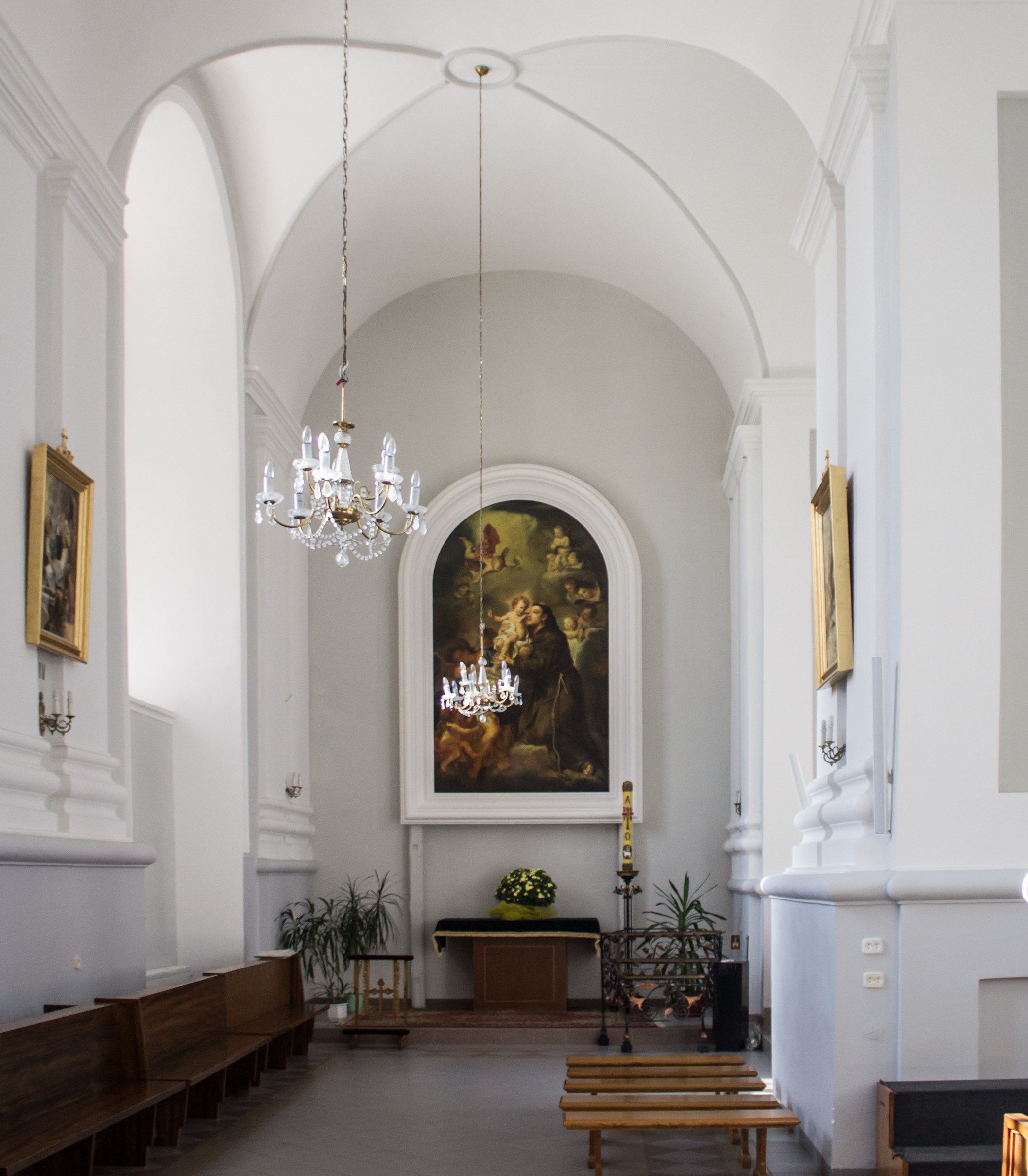
Левый боковой алтарь
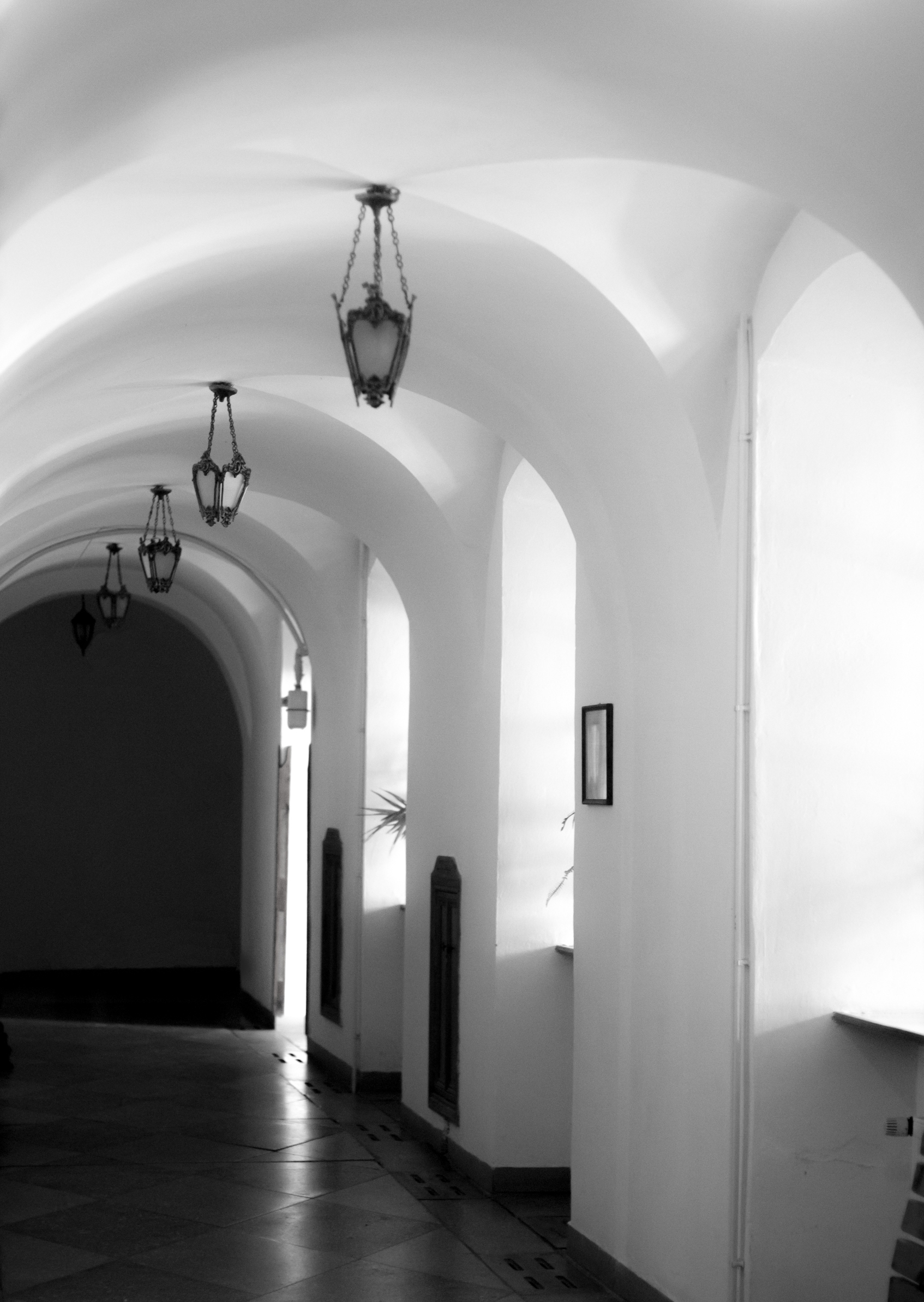
Коридор монастыря
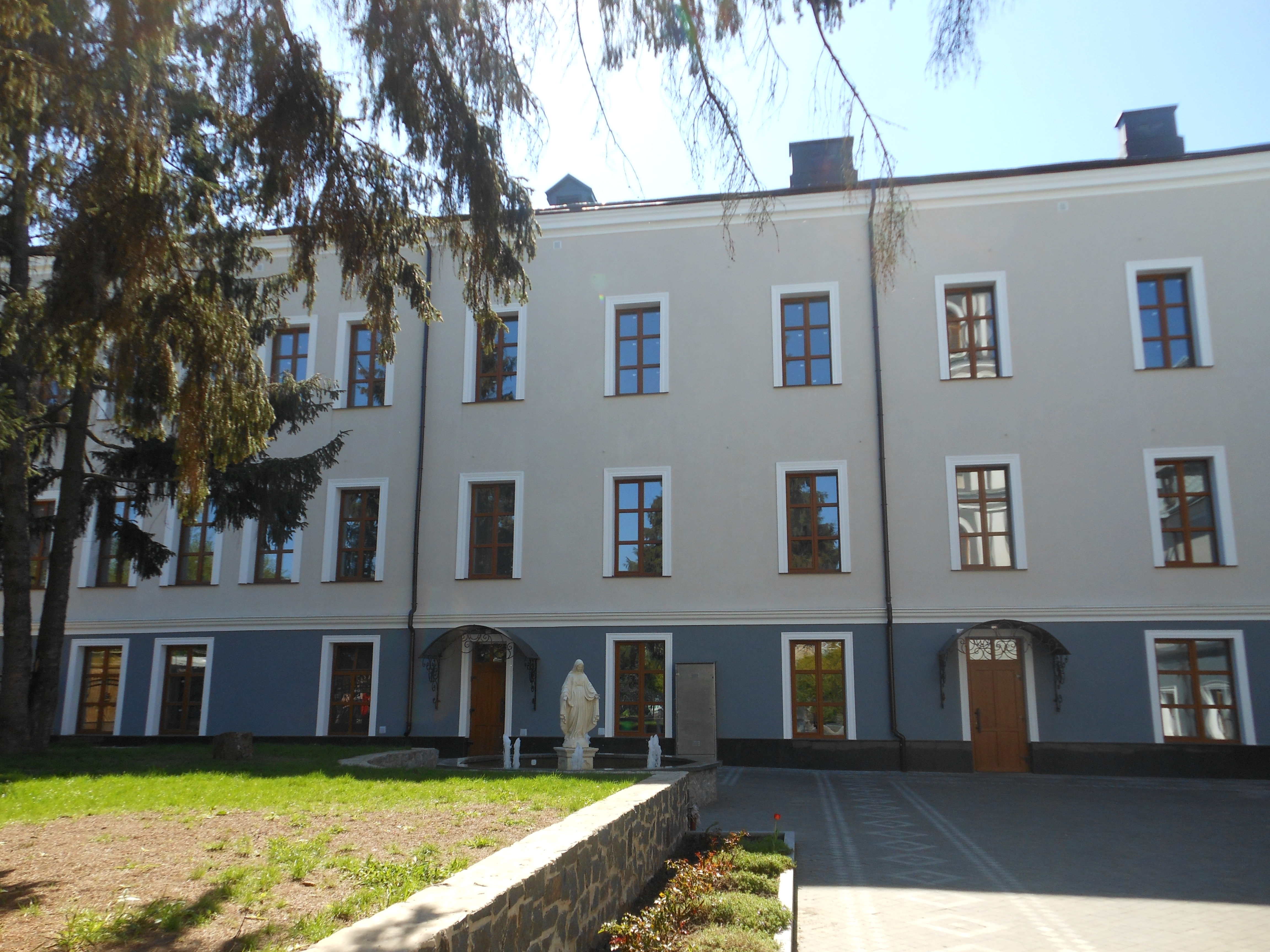
Монастырский двор
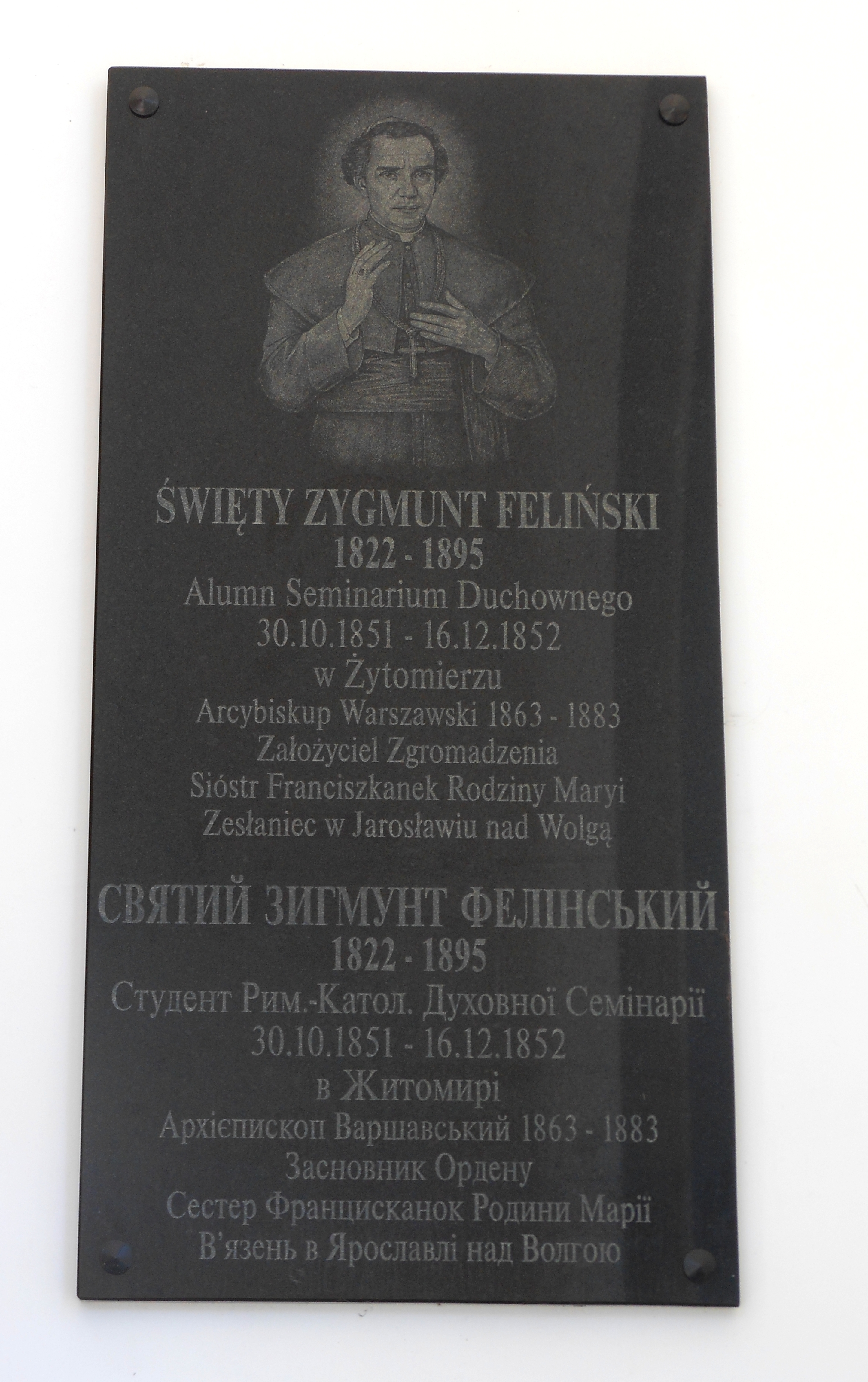
Памятная доска католическому святому Зигмунту Щесному Фелинскому